# 三宅一郎
三宅 一郎（みやけ いちろう、1931年7月30日 - ）は、日本の政治学者（政治行動論）。勲等は勲二等。学位は、法学博士（京都大学・論文博士・1986年）。神戸大学名誉教授。日本学士院会員。
京都大学人文科学研究所講師、同志社大学法学部教授、神戸大学法学部教授、大阪国際大学政経学部教授、関西大学総合情報学部教授などを歴任した。

## 来歴
兵庫県生まれの政治学者。政治過程論を専攻し、とりわけ投票行動についての研究に従事。日本における投票行動分析の第一人者として知られる。元々は猪木正道の下で日本政治史を研究していたが、アメリカのミシガン大学留学後は投票行動研究に転じた。京都大学より法学博士の学位を取得。神戸大学より名誉教授の称号を授与され、日本学士院会員にも選任された。2002年（平成14年）勲二等瑞宝章受章。

## 略歴
経歴は以下の通り。
- 1954年03月 - 京都大学法学部卒業
- 1957年04月 - 京都大学人文科学研究所助手
- 1972年04月 - 京都大学人文科学研究所講師
- 1974年04月 - 同志社大学法学部教授（至1984年3月）
- 1985年04月 - 統計数理研究所運営協議員（至1989年5月）
- 1986年
  - 4月 - 神戸大学法学部教授（政治過程論講座、政治文化論担当）
  - 5月 - 法学博士（京都大学）（学位論文「政党支持の分析」）
- 1995年
  - 3月 - 神戸大学定年退職　神戸大学名誉教授
  - 4月 - 大阪国際大学政経学部教授
- 1996年04月 - 関西大学総合情報学部教授
- 1999年12月 - 日本学士院会員
- 2001年03月 - 関西大学退職

## 栄典
- 2002年11月 - 勲二等瑞宝章[3]

## 著書

### 単著
- 『政党支持の分析』（創文社、1985年）
- 『投票行動』（東京大学出版会、1989年）
- 『政治参加と投票行動――大都市住民の政治生活』（ミネルヴァ書房、1990年）
- 『日本の政治と選挙』（東京大学出版会、1995年）
- 『変動する日本人の選挙行動（5）政党支持の構造』（木鐸社、1998年）
- 『選挙制度変革と投票行動』(木鐸社、2001年)

### 共著
- （木下富雄・間場寿一）『異なるレベルの選挙における投票行動の研究』（創文社、1967年）
- （綿貫譲治・島澄・蒲島郁夫）『平等をめぐるエリートと対抗エリート』（創文社、1985年）
- （綿貫譲治・猪口孝・蒲島郁夫）『日本人の選挙行動』（東京大学出版会、1986年）
- （綿貫譲治）『変動する日本人の選挙行動（2）環境変動と態度変容』（木鐸社、1997年）
- （西澤由隆・河野勝）『55年体制下の政治と経済――時事世論調査データの分析』（木鐸社、2001年）

### 編著
- 『社会科学のための統計パッケージ』（東洋経済新報社、1973年）
- 『合理的選択の政治学』（ミネルヴァ書房、1981年）

### 共編著
- （村松岐夫）『京都市政治の動態――大都市政治の総合的分析』（有斐閣、1981年）
- （山川雄巳）『アメリカのデモクラシー――その栄光と苦悩』（有斐閣、1982年）

### 訳書
- R・イングルハート『静かなる革命――政治意識と行動様式の変化』（東洋経済新報社、1978年）
- S・ヴァーバ, N・H・ナイ, J・キム『政治参加と平等――比較政治学的分析』（東京大学出版会、1981年）

## 論文
- 三宅一郎,「東アジアにおける価値観の変容――イングルハート指標を手がかりに」『国際協力論集』第2巻第2号（1994年）
- 三宅一郎,「政党支持強度の消長（一）」『同志社法學』第34巻第5号（1983年）
- 三宅一郎,「政党支持強度の消長（二・完）」『同志社法學』第35巻第1号（1983年）
- 三宅一郎,「「保守―革新」イデオロギーと態度空間」『同志社法學』第35巻第4号（1983年）
- 三宅一郎,「職業利益と政党支持」『同志社法學』第35巻第5号（1984年）
- 三宅一郎,「投票参加の理論と実証――最近の政治学的研究から」『日本學士院紀要』第59巻第2号（2005年）